# Rajasthan Royals
Les Rajasthan Royals sont une franchise indienne de cricket basée à Jaipur, dans le Rajasthan. Fondée en 2008, c'est une des huit équipes inaugurales de l'Indian Premier League (IPL), une compétition organisée par la fédération indienne de cricket (BCCI) au format Twenty20. Les Royals remportent en 2008 la première saison de l'IPL.

## Histoire

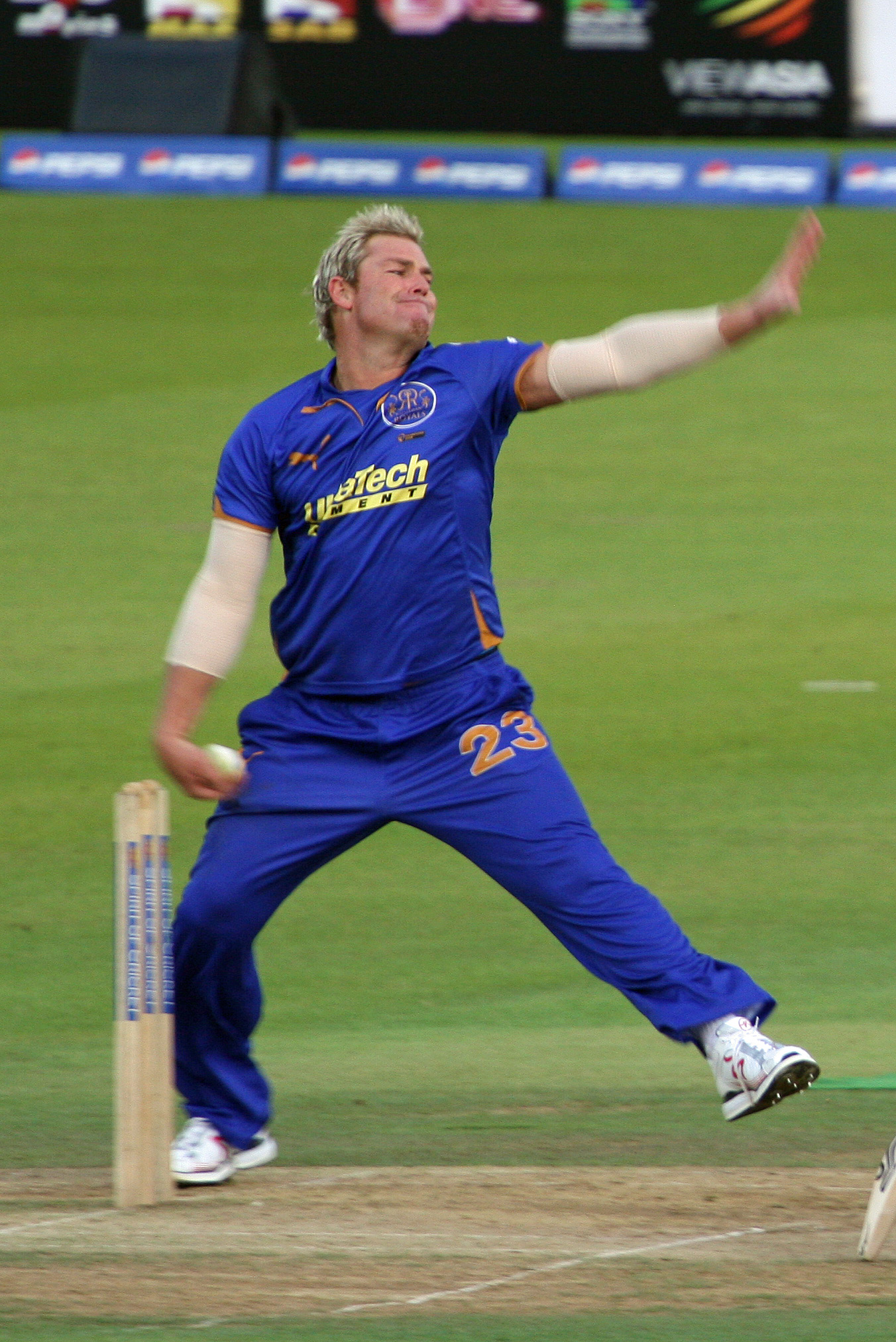
Shane Warne, capitaine et entraîneur à partir de 2008, lors d'un match avec les Royals en 2008.

La création de l'Indian Premier League, une ligue de cricket au format Twenty20 lancée par l'instance dirigeante du cricket en Inde, le BCCI, est annoncée en septembre 2007. En janvier 2008, les propriétaires des huit franchises qui la composent et qui ont été vendues aux enchères sont dévoilés. La franchise de Jaipur est celle qui a été vendue au prix le plus bas : 67 millions d'US$. L'acheteur est un groupe appelé Emerging Media.
Le 20 février, soixante-dix-sept internationaux ou anciens internationaux des équipes d'Inde, d'Australie, des Indes occidentales, du Pakistan, du Sri Lanka, de Nouvelle-Zélande et d'Afrique du Sud sont « mis aux enchères » auprès des huit franchises. La franchise qui propose le salaire le plus élevé pour un joueur l'engage dans son effectif. Les franchises doivent dépenser entre 3,3 et 5 millions d'US$ de salaires annuels pour ces enchères. La franchise de Jaipur enrôle notamment Shane Warne pour un salaire annuel de 450 000 US$. Elle ne dépense que 2 925 000 US$ en salaires annuels au cours de cette enchère, en dessous des 3,3 millions minimaux autorisés et est donc menacée de sanction financière. Le nom de la franchise, Rajasthan Royals, est annoncé fin février, et Shane Warne est nommé à la fois capitaine et entraîneur de l'équipe. Une deuxième enchère de joueurs a lieu le 11 mars 2008. Les Rajasthan Royals dépensent un total de 385 000 US$ en salaires annuels et engagent notamment Shane Watson, ainsi que Dimitri Mascarenhas, seul joueur anglais à participer à la saison 2008 de l'Indian Premier League.
Franchise la moins chère de l'IPL et ayant dépensé le moins au cours des enchères de joueurs, les Rajasthan Royals remportent néanmoins l'édition 2008 de l'Indian Premier League, battant en finale les Chennai Super Kings. Shane Watson est élu « meilleur joueur » de la compétition, alors que le fast bowler Sohail Tanvir en prend le plus grand nombre de guichets, 22. En l'absence de Tanvir et Watson notamment, les Royals finissent sixième de la saison suivante et ne se qualifient donc pas en demi-finale.

## Bilan

### Palmarès
- Indian Premier League (1) : vainqueur en 2008
- Trophée du meilleur joueur de l'Indian Premier League (2) :
  - Shane Watson (2008 et 2013)
- Casquette violette du meilleur total de guichets (1) :
  - Sohail Tanvir (2008)

### Bilan saison par saison
| Saison | Saison régulière | Saison régulière | Saison régulière | Saison régulière | Séries éliminatoires                                                                                      |
| Saison | G                | P                | SR               | Classement       | Séries éliminatoires                                                                                      |
| ------ | ---------------- | ---------------- | ---------------- | ---------------- | --- |
| 2008   | 11               | 3                | 0                | 1er sur 8        | - Victoire en demi-finale contre les Delhi Daredevils - Victoire en finale contre les Chennai Super Kings |
| 2009   | 6                | 7                | 1                | 6es sur 8        | |
| 2010   | 6                | 8                | 0                | 7es sur 8        | |
| 2011   | 6                | 7                | 1                | 6es sur 10       | |
| 2012   | 7                | 9                | 0                | 7es sur 9        | |
| Totaux | 36               | 34               | 2                |                  | |

## Couleurs, logo et symboles

Logo des Rajasthan Royals pour la saison 2008.

## Partenariats
En février 2010, les Rajasthan Royals annoncent un partenariat, baptisé « Royals 2020 », avec plusieurs équipes de par le monde : les Cape Cobras d'Afrique du Sud, le Hampshire County Cricket Club en Angleterre et Trinité-et-Tobago (Indes occidentales). Les équipes doivent partager leurs sponsors et jouer leurs compétitions respectives de Twenty20 sous le nom de « Royals ». Des tournois réguliers entre les différents « Royals » sont envisagés.

## Personnalités

### Effectif 2012
Effectif des Rajasthan Royals pour la saison 2012 de l'Indian Premier League :
- Rahul Dravid (capitaine)
- Stuart Binny
- Johan Botha (Afrique du Sud)
- Deepak Chahar
- Dinesh Chandimal (Sri Lanka)
- Ankeet Chavan
- Aakash Chopra
- Paul Collingwood (Angleterre)
- Kevon Cooper (Indes occidentales)
- Aditya Dole
- Samad Fallah
- Faiz Fazal
- Shreevats Goswami
- Brad Hodge (Australie)
- Brad Hogg (Australie)
- Ashok Menaria
- Sumit Narwal
- Pankaj Singh
- Amit Paunikar
- Ajinkya Rahane
- Abhishek Raut
- Owais Shah (Angleterre)
- Pinal Shah
- Amit Singh
- Sreesanth
- Shaun Tait (Australie)
- Siddharth Trivedi
- Shane Watson (Australie)
- Dishant Yagnik

### Capitaines et entraîneurs

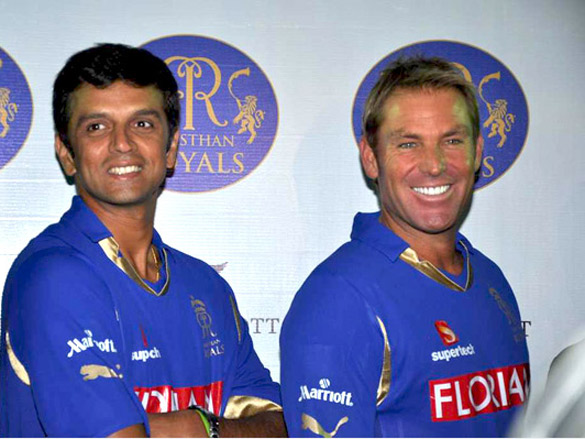
Rahul Dravid et son prédécesseur Shane Warne.

Shane Warne, recruté par la franchise lors des enchères de joueurs de la saison 2008 de l'IPL, est nommé par les propriétaires à la fois capitaine et entraîneur de l'équipe. Il occupe ces deux postes jusqu'à ce qu'il se retire de l'IPL. Rahul Dravid lui succède en tant que capitaine pour la saison 2012.
| Saisons | Capitaine    | Entraîneur  |
| ------- | ------------ | ----------- |
| 2008    | Shane Warne  | Shane Warne |
| 2009    | Shane Warne  | Shane Warne |
| 2010    | Shane Warne  | Shane Warne |
| 2011    | Shane Warne  | Shane Warne |
| 2012    | Rahul Dravid |             |

### Propriétaires

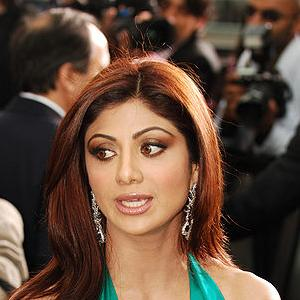
L'actrice indienne Shilpa Shetty achète des parts des Rajasthan Royals en 2009.

Emerging Media, un groupe britannique spécialisée dans les médias et la gestion de droits, achète la franchise de Jaipur lors de la création de l'Indian Premier League pour 67 millions de dollars américains. Le groupe produit, entre autres, l'émission de téléréalité indienne Cricket Star, qui vise à découvrir de nouveaux joueurs de cricket. Le finaliste de la première édition de ce programme, Dinesh Salunkhe, rejoint les Rajasthan Royals lors de leur première saison,.
En 2009, Emerging Media revend 11,7 % de la franchise à l'actrice indienne Shilpa Shetty et à son mari, l'homme d'affaires Raj Kundra. Le montant de la transaction est de 15,4 millions de dollars.

## Statistiques et records

### Records individuels
Matchs officiels uniquement, à l'issue des rencontres de l'IPL 202 :
- Plus grand totaux de courses[17] :

1. Shane Watson, 1242 (2008-2012)
2. Yusuf Pathan, 1011 (2008-2010)
3. Rahul Dravid, 805 (2011-2012)

- Plus grand totaux de guichets[18] :

1. Shane Warne, 58 (2008-2011)
2. Siddharth Trivedi, 53 (2008-2012)
3. Shane Watson, 35 (2008-2012)